# Sayat (Turkmenistán)
Sayat (en turcomano: Saýat; en ruso: Саят) es una ciudad de Turkmenistán, capital del distrito de Sayat en la provincia de Lebap.

## Toponimia
Saýat es el nombre de una tribu turcomana, y originalmente proviene de la palabra árabe para "cazador".

## Geografía
Sayat se encuentra en la margen izquierda del río Amu Daria, a 47 km al sureste de Turkmenabat. 

## Historia
En el período soviético, Sayat era un asentamiento de tipo urbano desde 1939 y también el centro del distrito de Sayat de la región de Chardzhou de la República Socialista Soviética de Turkmenistán. Aquí había una desmotadora de algodón.
Desde 2016 se le otorgó a Sayat el estatus de ciudad.

## Demografía
| 1244                                   | 3520 | 6524 | 6524 | 10 244 | 16 731 |
| (Fuente: Censo soviético de 1959-1989) |      |      |      |        |        |

## Infraestructura

### Transporte
La carretera Turkmenabat-Kerki pasa por Sayat.